# 23924 Premt
23924 Premt è un asteroide della fascia principale. Scoperto nel 1998, presenta un'orbita caratterizzata da un semiasse maggiore pari a 2,4018070 UA e da un'eccentricità di 0,1782506, inclinata di 1,83740° rispetto all'eclittica.